# Acanthaster brevispinus
Acanthaster brevispinus is een zeester uit de familie Acanthasteridae. De wetenschappelijke naam werd in 1917 gepubliceerd door Walter Kenrick Fisher.
De soort leeft in zee.